# Veronica Lueken
Veronica Lueken (ur. 12 lipca 1923, zm. 3 sierpnia 1995) – katolicka mistyczka i wizjonerka. 
Mieszkała na przedmieściu Bayside w nowojorskiej dzielnicy Queens (USA). Począwszy od roku 1970 twierdziła, że doznawała objawień Najświętszej Marii Panny oraz innych świętych Kościoła katolickiego. Przesłania które miały być przekazywane jej podczas objawień, głosiła w kościele pod wezwaniem świętego Roberta Bellarmine'a w Bayside oraz w Pawilonie Watykańskim w Parku Flushing Meadows (dosł. "kwitnące łąki", siedziba organizacji 1964 New York World's Fair).
Biskup Francis Mugavero, zwierzchnik rzymskokatolickiej diecezji w Brooklynie, oświadczył w roku 1986, że "drobiazgowe śledztwo ujawniło, iż nie ma zupełnie żadnych dowodów potwierdzających prawdziwość domniemanych objawień w Bayside", oraz że "przesłania i związana z nimi agitacja zawierają stwierdzenia sprzeczne z nauczaniem Kościoła Katolickiego".

## Historia objawień maryjnych w Bayside
W roku 1968 Veronica Lueken ogłosiła, że doświadczyła pierwszego objawienia w czerwcu, podczas modlitwy za umierającego Roberta Kennedy'ego, kiedy to poczuła intensywny zapach róż. Stwierdziła, też, że ukazała jej się św. Teresa od Dzieciątka Jezus z Lisieux, która podyktowała jej wierszowane przesłanie.
Swojego pierwszego objawienia maryjnego Veronica Lueken doznała w swoim domu w dniu 7 kwietnia 1970 r. Najświętsza Maria Panna miała powiedzieć jej, że 18 czerwca 1970 r. ukaże się na terenie starego kościoła św. Roberta Bellarmine'a w Bayside, a następnie – podczas wszystkich najważniejszych świąt Kościoła Katolickiego. Od tego czasu Veronica Lueken wielokrotnie doświadczała objawień Matki Bożej w kościele w Bayside. Według jej zeznań, św. Maria poleciła jej postawienie kaplicy w miejscu objawień. Poprosiła ją również o odprawianie nabożeństw różańcowych i niedzielnych godzinek w intencji odkupienia papieża i księży. Veronica Lueken zaczęła spisywać i publikować otrzymane przepowiednie, które nierzadko zawierały treści apokaliptyczne.
Zarządcy parafii św. Roberta Bellarmine'a, nie mogąc sobie w inny sposób poradzić z napływem ok. 2000 czcicieli NMP, w grudniu 1974 r. postanowili ograniczyć ruch pielgrzymów poprzez ogrodzenie posiadłości kościoła.
W roku 1975 Monsignore James King, kanclerz diecezji w Brooklynie, ogłosił, że biskupstwo nie wierzy w objawienia Veroniki Lueken.
Tymczasem, panna Lueken zaczęła ujawniać szczegóły swoich wizji. Oprócz NMP i wspomnianej wyżej św. Teresy z Lisieux, nawiedzili ją także: św. Józef, św. Paweł, św. Jan Ewangelista, św. Teresa z Avili, św. Tomasz z Akwinu, św. Bernadeta Soubrious, św. Franciszek z Asyżu oraz św. Robert Bellarmin. Podobno objawili się jej również Archanioł Michał oraz Archanioł Gabriel.
Za świadectwem przedstawionym przez Veronikę Lueken przemawiała wyłącznie ekstaza, jakiej doznawała podczas objawień. Ekstaza to wyższy stan duchowy, występujący w czasie modlitwy i kontemplacji, którego doświadczało wielu świętych kościoła. Do większości publicznych objawień Veroniki Lueken dochodziło podczas nabożeństw różańcowych. W trakcie modlitwy różańcowej popadała ona w stan ekstazy, a następnie ukazywały jej się sylwetki św. Marii oraz innych niebiańskich postaci. Jej zewnętrzna skromność oraz wyraz twarzy przyjmowały cechy stanu ekstatycznego (przy czym wielokrotnie obecni byli liczni świadkowie). W trakcie objawienia jej oczy nigdy nie zamykały się. Po zakończeniu wizji, a czasem w trakcie ich trwania, Veronica Lueken przekazywała wiernym to, co widziała i usłyszała. Większość z jej objawień zostało zarejestrowanych na taśmach filmowych i dźwiękowych, w obecności setek pielgrzymów. Od marca 1989 r. aż do śmierci Veroniki Lueken w roku 1995, wszystkie wizje Veroniki Lueken rejestrował za pomocą mikrofonu Michael Mangan.
Obojętni na oficjalne odrzucenie autentyczności objawień przez Kościół, Lueken i jej zwolennicy zaczęli spotykać się na wysepce ulicznej w pobliżu miejsca objawień z lat 1974/75. Później uzgodnili, że miejscem zgromadzeń będzie park Flushing Meadows. Nabożeństwa różańcowe oraz godzinki odbywają się tam do dziś.
Veronica Lueken, wraz ze swoimi współwyznawcami, założyła Towarzystwo Najświętszej Panny Różańcowej, które przetrwało jej śmierć w roku 1995. Na czele organizacji stanęli: Veronica Lueken (jako prezes), jej mąż Arthur (jako wiceprezes), Ann Ferguson (jako sekretarka) oraz Maurine Ferguson i Michael Mangan (jako członkowie rady). Równocześnie powołano do życia Stowarzyszenie Zakonne św. Michała, które organizowało nabożeństwa modlitewne i pomagało schorowanej, i starzejącej się Veronice Lueken w obowiązkach administracyjnych, a także w prowadzeniu korespondencji z przychylnymi środowiskami katolickimi w Stanach Zjednoczonych oraz poza ich granicami. Odkąd Lueken opisała swoje doświadczenia, odnotowano również inne objawienia maryjne w Lubbock w stanie Teksas (1988–1989) i w Conyers w Georgi (1989). W swoich przesłaniach zawierały one podobne motywy apokaliptyczne.
W pewnym momencie Veronica Lueken doszła do wniosku, że kiedyś Kościół Katolicki uzna autentyczność jej wizji, a w miejscu jej pierwszych objawień w Bayside powstanie bazylika. Lueken wierzyła, że Bayside stanie się ośrodkiem narodowego kultu Najświętszej Marii Panny w Stanach Zjednoczonych.

## Kwestia objawień w Bayside w oczach Kościoła
Według różnych źródeł katolickich, domniemane wizje w Bayside nie spełniły kryteriów potrzebnych do uznania ich za autentyczne objawienia maryjne. Sceptycy i krytycy uważają, że prywatnych wizji Veroniki Lueken nie należy rozgłaszać. Jednak żadne z objawień Najświętszej Panny Śnieżnej, Matki Bożej z Walsingham ani Najświętszej Panny z Fatimy nie obyło się bez rozgłosu. Niektórzy uważają, że wizje Veroniki Lueken można uznać za przykład zjawiska psychologicznego, zwanego pareidolią, które polega na dostrzeganiu zarysów postaci ludzkich w różnych przedmiotach. Lekarze nie udowodnili jednak tej opinii.
W dodatku, ówczesny biskup diecezji brooklyńskiej, Francis Mugavero, w dniu 4 listopada 1986 r. złożył następującą deklarację:
"Ja, niżej podpisany Biskup Diecezji Brooklyńskiej, jako prawowity duszpasterz swojego Kościoła, chciałbym potwierdzić niezmienne stanowisko Diecezji Brooklyńskiej, która na drodze szczegółowego śledztwa wykazała, że domniemane "wizje w Bayside" nie noszą znamion autentycznych objawień. Dlatego, po konsultacji z Kongregacją Nauki Wiary, chciałbym oświadczyć, że:
1. Nie należy dawać wiary tzw. "objawieniom" Veroniki Lueken ani jej zwolenników
2. "Przesłania" oraz inne formy agitacji Veroniki Lueken zawierają stwierdzenia sprzeczne z nauczaniem Kościoła Katolickiego, podważają autorytet biskupów oraz rad kościelnych i zasiewają wątpliwości w umysłach wiernych, np. poprzez stwierdzenie, że przez lata Kościołem Katolickim zarządzał uzurpator papieża Pawła VI."

Na antenie katolickiej stacji telewizyjnej Eternal Word Television Network, ojciec Mark Gantley, magister licencjat prawa kanonicznego, poinformował, że w roku 1974 Kongregacja Nauki Wiary wystosowała dokument związany z "Postępowaniem w kwestii osądzenia domniemanych objawień". Na jego mocy, w pierwszej kolejności, do zbadania zjawiska objawienia upoważniony jest biskup danej diecezji. Po ukończeniu analizy, może on poprosić o wsparcie narodową Konferencję Episkopatu danego państwa. Może również skierować sprawę do Watykanu.
Niektórzy sceptycy katoliccy zasugerowali, że objawienia mogły być dziełem szatana (podobne oskarżenia w stosunku do wizjonerów nie należą do rzadkości). 
Światowy Apostolat św. Michała dostarczył kolejnych argumentów, podważających wiarygodność negatywnego stanowiska biskupa Mugavero w sprawie objawień w Bayside. Ich argumentacja obejmuje stwierdzenie, że diecezja w Brooklynie prowadziła analizę objawień niezgodnie z wytycznymi Watykanu: nie wykazano żadnej nieścisłości doktrynalnej, a diecezjalna komisja śledcza nie przesłuchała nigdy Veroniki Lueken.

## Literatura apokaliptyczna a Kościół Katolicki
Kwestia apokalipsy ma w Kościele Katolickim własną historię i tradycję, niezależną od protestanckiego fundamentalizmu. Tradycja ta ma swoje korzenie w Nowym Testamencie, a szczególnie w Księdze Apokalipsy (zw. również Objawieniem św. Jana). Do tradycji zalicza się również nauka Ojców Kościoła, błogosławionej Anny Katarzyny Emmerick, papieża Leona XIII oraz papieża Piusa X, który przepowiadał upadek Watykanu oraz detronizację i zabójstwo jednego ze swoich następców.
Podobnie jak protestanccy fundamentaliści, współcześni konserwatywni katoliccy wyznawcy teorii apokaliptycznej opierają swój światopogląd na Piśmie Świętym. Proroctwa świętych Kościoła Katolickiego odgrywają znaczącą rolę w tym światopoglądzie. Przeciwnicy spojrzenia konserwatywnego uważają, że obecnie opieranie się na aksjomatycznej definicji świata jest grzechem i podlegać będzie karze. Niemniej jednak, wyznawcy tego światopoglądu, wywodzącego się z biblijnego spojrzenia na ludzkie grzechy, wierzą, że grzesznicy za obrazę Boga zostaną osądzeni, ukarani, a następnie - oczyszczeni i odkupieni. Wielu konserwatywnych katolików pozostanie przy swojej interpretacji apokalipsy, nawet w konfrontacji z hierarchami Kościoła, którzy głoszą uniwersalizm i wiarę, że "piekło jest pustką". W przeciwieństwie do protestanckich fundamentalistów, katoliccy konserwatyści skłaniają się ku milenijnemu charakterowi Księgi Apokalipsy. U wizjonerów takich jak Veronica Lueken, często występującą tendencją jest antykomunizm. Tradycja ta wzięła swój początek w papieskim nauczaniu, a także w objawieniach NMP, których przed rewolucją październikową w Rosji doświadczyło troje dzieci w portugalskiej Fatimie. Zdanie konserwatystów, uważających że Kościół znalazł się w kryzysie, znalazło uznanie w obliczu skandalów w Kościele Katolickim, związanych z wykorzystywaniem dzieci przez biskupów i księży. Veronica Lueken, wraz ze swoimi zwolennikami, traktowała swoje objawienia i przesłania jako przejaw miłosierdzia bożego, które wobec zagubienia Kościoła, ukazywało się w ten sposób.
Wiele z przesłań Veroniki Lueken odnosi się do upadku instytucji Kościoła Rzymskokatolickiego. Polega on na licznych błędach i grzechach duchowieństwa, które stoją w sprzeczności z ich powołaniem do ratowania dusz ludzkich. Niektórzy uważają, że "Nowy Porządek Mszy", opracowany przez prałata Annibale Bugniniego i papieża Pawła VI, znosi prawdziwe cnoty wiary, nadziei i miłości, wyrażane poprzez tradycyjną mszę łacińską (uchwaloną podczas Soboru w Trydencie).
Biskup Mugavero odrzucił przesłania Veroniki Lueken. Tymczasem jej zwolennicy z Bayside wierzą, że ich prawdziwość potwierdzają skandale w Kościele.
Zgodnie z orędziami Veroniki Lueken, ujawnienie zepsucia w Kościele może być zrównoważone poprzez modlitwę, odkupienie i ofiarę za duchowieństwo. Są to fundamenty i podstawowe cele nabożeństw różańcowych i godzinkowych, organizowanych przez Światowy Apostolat św. Michała od roku 1970 do dziś.
Od śmierci Veroniki Lueken nie przeprowadzono dogłębnych, niezależnych badań jej metodologii ani przesłań.

## Organizacje głoszące przesłanie Veroniki Lueken
Kilku katolickich duchownych poparło stanowisko Veroniki Lueken. W trakcie swoich objawień dowiedziała się ona, że wszystkie jej proroctwa mają charakter warunkowy i niekoniecznie muszą się wydarzyć.